# Ordre de la Croix rouge austro-hongroise
L'ordre de la Croix rouge (en allemand : Ehrenzeichen für Verdienste um das Rote Kreuz ; en hongrois : Osztrák Vöröskereszt Díszjelvénye) est une récompense austro-hongroise puis autrichienne créée en 1914 au bénéfice de ceux qui ont œuvré pour la Croix-Rouge.

## Histoire
Cette décoration est créée le 17 août 1914 par François-Joseph Ier, à l'occasion du 50e anniversaire de la Conventions de Genève et de la création du Comité international de la Croix-Rouge, au bénéfice de ceux qui ont œuvré volontairement pour la Croix-Rouge autrichienne ou hongroise, en temps de paix comme en temps de guerre. Elle est alors sous le haut patronage de l'archiduc François-Salvator.
On lit sur la bordure émaillée rouge l'inscription latine "PATRIAE AC HUMANITATI" ("A la Patrie et à l'Humanité") et au revers les dates "1864" et "1914". Son apparence a été inspirée par ce qu'on appelle La croix mariale de l'Ordre teutonique: une croix latine aux extrémités étendues. L'ornement est une croix d'argent émaillée rouge avec des bordures blanches. La  Grand'croix ou Étoile du Mérite contient des rayons argentés entre les branches de la croix. Les médailles sont de bronze ou d'argent selon la classe. Leur avers représente deux anges flottant dans les nuages qui se regardent et soutiennent un blason émaillé blanc centré d'une croix émaillée rouge. Au-dessus des armoiries se trouve une étoile à cinq branches qui émet des rayons de lumière, et sous les anges les mots "PATRIAE AC HUMANITATI". Le revers des médailles sont gravés des dates "1864" et "1914". De nombreux exemplaires de l'époque de la monarchie sont décorés d'un décor dit "de guerre", à savoir un laurier vert émaillé qui rejoint une couronne de chêne. L'Étoile du Mérite et l'insigne d'officier étaient portés sur la poitrine gauche. La croix de 1re classe se portait en cravate autour du cou. Les autres classe et médailles se portaient sur la poitrine gauche.
Cette décoration fut décernée de 1914 à 1919 puis de 1922 à 1938, par l'Autriche-Hongrie puis par la Première République d'Autriche. L'actuelle distinction autrichienne Pour le Mérite de la Croix-Rouge créée en 1954 ne reprend de l'ancienne que le nom.

## Grades
Pendant la monarchie austro-hongroise et la Première République d'Autriche, il y avait quatre classes de croix et deux médailles : 
- Étoile du Mérite (Verdienststern)
- Insigne d'honneur de 1re classe (Ehrenzeihen I. Klasse)
- Insigne d'honneur d'officier (Offiziersehrenzeichen)
- Insigne d'honneur de 2e classe (Ehrenzeihen II. Klasse)
- Médaille d'honneur d'argent (Silberne Ehrenmedaille)
- Médaille d'honneur de bronze (Bronzene Ehrenmedaille)

|  |  |  |  |  |

## Sources
- Johann Stolzer, Christian Steeb: Österreichs Orden vom Mittelalter bis zur Gegenwart. Akademische Druck- u. Verlagsanstalt Graz 1996,  (ISBN 3-201-01649-7)
- Wiesław Bończa-Tomaszewski: Kodeks orderowy. Przepisy obowiązujące posiadaczy orderów, odznaczeń, medali i odznak. Varsovie, Cracovie: Librairie militaire principale et Imprimerie nationale de Pologne, 1939, page 286.
- Arnhard Graf Klenau: Europäische Orden ab 1700, Monachium, 1978  (ISBN 3921566053)